# Äh (digramme)
Cette page contient des caractères spéciaux ou non latins. S’ils s’affichent mal (▯, ?, etc.), consultez la page d’aide Unicode.
Äh (minuscule äh) est un digramme de l'alphabet latin composé d'un A tréma (Ä) et d'un H.

## Linguistique
- En allemand, le digramme « äh » correspond généralement à [ɛː].

## Représentation informatique
Comme la majorité des digrammes, il n'existe aucun encodage de Äh sous un seul signe, il est toujours réalisé en accolant les lettres Ä et H,.